# Ours en Irlande

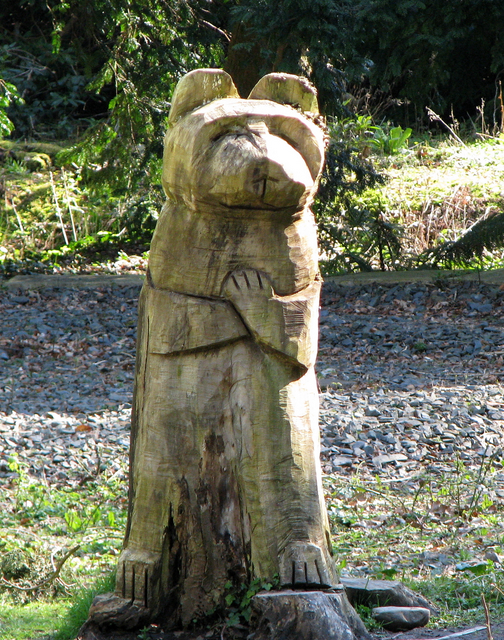
Statue d'ours sculptée en bois

Il n'y a plus d'ours en Irlande à l'état sauvage depuis environ 3 000 ans. Le début de la présence de l'Ours brun sur ce territoire date d'au moins 43 000 ans.

## Histoire
Une analyse génétique a montré que trois populations d'ours bruns (Ursus Arctos) se sont succédé sur l'île. Avant le dernier maximum glaciaire (43000 à 38000 ans avant le présent), les ours bruns présents en Irlande ont un patrimoine génétique proche de ceux qui vivent actuellement en Europe de l'Est. Après la période glaciaire (11000 ans avant le présent), les ours irlandais sont semblables à ceux de l'Europe de l'Ouest de l'époque contemporaine. Entre les deux, leur patrimoine génétique a des points communs avec celui des ours polaires (Ursus maritimus).
S'il n'est pas impossible qu'une population ait survécu en Irlande, dans des régions libres de glace, pendant le maximum glaciaire, c'est hautement improbable. Les scénarios privilégiés sont ceux d'une extinction de l'espèce en quelques siècles au début du dernier maximum glaciaire, avec une hybridation avec des ours polaires nouveaux-venus dans la région, il y a 20000 à 22000 ans.
Une rotule d'ours découverte en 1903 dans une grotte de l'Ouest de l'île et réétudiée en 2015 montre des traces de découpe faites par un humain. La datation au carbone 14 montre que l'ours en question vivait 12600 à 12800 ans avant le présent. Ces données reportent d'environ 2500 ans la présence humaine en Irlande, passant du Mésolithique au Paléolithique, et montrent que l'Homme découpait déjà l'Ours à cette époque sur cette île.